# Uranoscopus oligolepis
Uranoscopus oligolepis е вид бодлоперка от семейство Uranoscopidae. Видът не е застрашен от изчезване.

## Разпространение и местообитание
Разпространен е в Индонезия, Малайзия, Нова Каледония, Папуа Нова Гвинея, Провинции в КНР, Тайван, Хонконг, Шри Ланка и Япония.
Обитава пясъчните дъна на океани и морета. Среща се на дълбочина от 51 до 200 m, при температура на водата около 26,3 °C и соленост 34,9 ‰.

## Описание
На дължина достигат до 11,3 cm.
Популацията на вида е стабилна.